# Felipe Massa

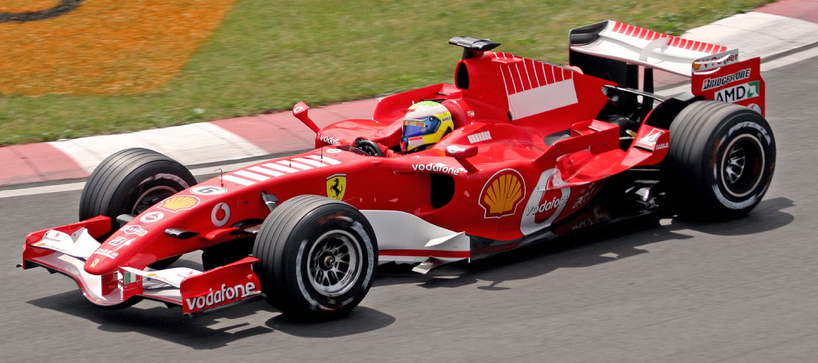
Massa, Grand Prix van Canada 2006

Felipe Massa (São Paulo, 25 april 1981) is een Braziliaans autocoureur. Vanaf 2002 tot en met 2017 reed hij in de Formule 1, waar hij in 2008 vicewereldkampioen werd voor Ferrari. Vanaf 2014 tot en met 2017 reed hij voor Williams. Vanaf 2018 rijdt hij in de Formule E.

## Biografie
Felipe Massa begon zijn racecarrière in 1990 in de kartseries. Daar bleef hij rijden tot hij in 1998 debuteerde in de Formule Chevrolet.
In 2000 won hij het Italiaanse en Europese Formule Renault-kampioenschap. In 2001 streed hij mee om het Formule 3000-kampioenschap.

### 2002: eerste jaar in de Formule 1
In 2002 maakte Massa op twintigjarige leeftijd zijn intrede in de hoogste klasse van de autosport bij het Sauber-Petronas-team. Zijn beste resultaat behaalde hij in de Grand Prix van Spanje. Hij werd er vijfde.

### 2003: testrijder Ferrari
2003 was een overgangsjaar, waarin hij actief was als testrijder bij Ferrari. Hierdoor kon hij allerlei technische ervaring opdoen.

### 2004-2005: Sauber
In 2004 en 2005 keerde Massa – terwijl hij ook testrijder voor Ferrari bleef – terug naar Sauber. Zijn beste resultaten waren vierde plaatsen in de Grote Prijzen van België in 2004 en Canada in 2005.

### 2006: Ferrari
Massa brak definitief door, toen hij in 2006 de tweede rijder werd bij Ferrari, naast Michael Schumacher. Hij verving er Rubens Barrichello, die naar Honda F1 was vertrokken. Tijdens de eerste Grote Prijs van het seizoen in Bahrein kwalificeerde hij zich meteen op de eerste startrij.
Tijdens de Grand Prix van Europa stond hij met een derde plaats voor het eerst op het podium. In de Grand Prix van Duitsland eindigde hij als tweede achter ploegmaat Michael Schumacher. Vier weken later behaalde hij in de Grand Prix van Turkije zowel zijn eerste poleposition als zijn eerste Grand Prix-zege. Naast deze zege in Turkije won hij ook zijn thuis-Grand Prix in Brazilië, een zeer emotionele zege voor Massa. Uiteindelijk sloot hij het seizoen af op een derde plaats, met 80 WK-punten.

### 2007
In 2007 reed Massa opnieuw voor Ferrari. Na een zwakke seizoenstart in de Grand Prix van Australië behaalde hij drie opeenvolgende polepositions: (Grand Prix van Maleisië, Grand Prix van Bahrein en Grand Prix van Spanje). In Bahrein en Spanje behaalde hij ook de overwinning. Daarna ging het iets minder. Hij veroverde weliswaar nog verschillende podiumplaatsen, maar verdere overwinningen bleven voorlopig uit en in de Grand Prix van Canada werd hij gediskwalificeerd, omdat hij bij het verlaten van de pitsstraat het rode licht had genegeerd. In Frankrijk werd hij tweede achter ploegmaat Kimi Räikkönen, nadat hij vanaf de poleposition kon starten. In Groot-Brittannië reed hij de vierde kwalificatietijd, maar bij de start viel zijn motor stil en moest hij helemaal achteraan starten. Hij eindigde uiteindelijk nog als vijfde. In de Grand Prix van Europa op de Nürburgring lag hij lange tijd in winnende positie, tot hij na een fel bevochten duel met wereldkampioen Fernando Alonso op vijf ronden van het einde naar de tweede plaats werd verwezen. De Grote Prijs van Hongarije werd een ramp. Hij startte vanaf de vijftiende plaats en eindigde als dertiende op een ronde van winnaar Lewis Hamilton. In de stand voor het WK zakte hij weg naar de vierde plaats met 21 punten achterstand op leider Hamilton.
In Turkije nam hij echter revanche. Op het circuit waar hij in 2006 zijn eerste overwinning boekte, startte hij vanaf poleposition en behaalde hij de overwinning.
Uitgerekend tijdens de Grote Prijs van Italië op het circuit van Monza – voor Ferrari een van de belangrijkste wedstrijden van het jaar - moest Massa voor het eerst sinds de Grote Prijs van Turkije in 2005 wegens technische problemen opgeven. Een week later eindigde hij in de Grote Prijs van België als tweede achter teamgenoot Räikkönen. Zo zorgden zij samen voor de derde dubbelslag van Ferrari van dit seizoen. Uiteindelijk zou Ferrari met Kimi Räikkönen het kampioenschap winnen. Massa eindigde zijn thuisrace als tweede en maakte zijn teamgenoot wereldkampioen. Massa werd vierde in het kampioenschap met 94 punten.

### 2008
Dat 2008 bijna zijn jaar zou worden, daar zag het in het begin van het seizoen niet naar uit. In de Grand Prix van Australië, de eerste race van het seizoen, viel hij uit met een technisch mankement, in de tweede race, de Grand Prix van Maleisië, deed Felipe Massa het zelf, nadat hij van poleposition was gestart. Daarna ging het beter: in de volgende vier races stond hij telkens op het podium. Al tijdens de Grand Prix van Canada kwam hij in de tussenstand van het WK op gelijke hoogte te staan met Lewis Hamilton. Op dat moment ging Robert Kubica aan de leiding van het kampioenschap, maar die kon zijn goede prestaties in de eerste seizoenshelft geen vervolg geven. Na een aantal mindere optredens leek Massa tijdens de Grand Prix van Hongarije op weg naar de zege, maar drie ronden voor het einde van de race ging zijn motor stuk. Het gevolg was, dat Massa met een achterstand van zeven punten aan de laatste race van het seizoen begon, de Grand Prix van Brazilië. In die race was hij twintig seconden of 300 meter lang virtueel wereldkampioen. Totdat Lewis Hamilton 4 bochten voor de finish Timo Glock inhaalde, waardoor Hamilton op het laatste moment toch nog wereldkampioen werd.
In oktober 2008 verlengde Massa zijn contract met Ferrari tot en met het seizoen 2010.

### 2009

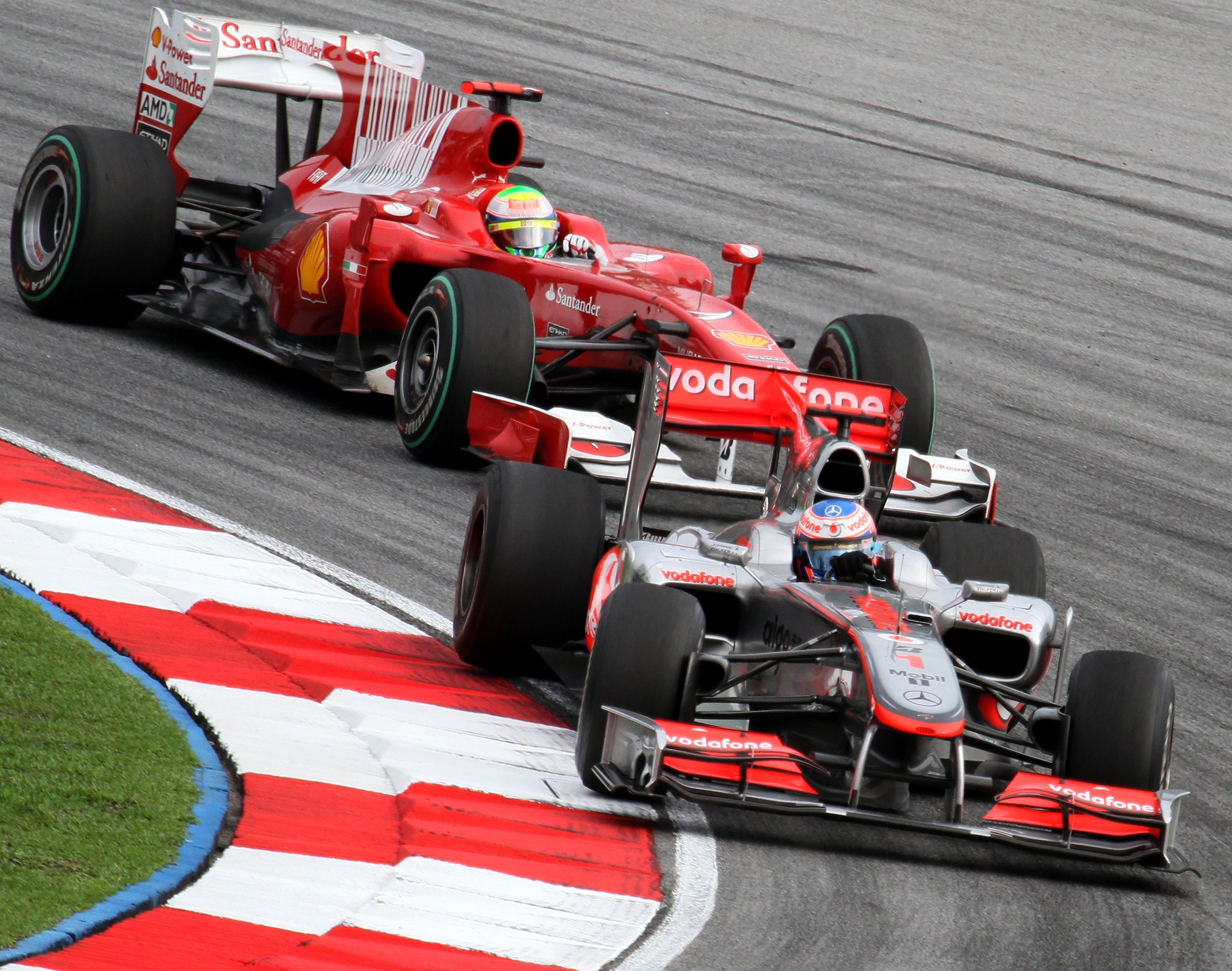
Massa in duel met Jenson Button, Grand Prix van Maleisië 2010

In 2009 kende Ferrari een slecht jaar, waarin zowel Massa als Räikkönen niet goed konden presteren met de Ferrari, alhoewel Massa in de Grand Prix van Duitsland wel de derde plaats behaalde. Als zevende in het kampioenschap, met 22 punten voorsprong op zijn gedeeld elfde liggende teamgenoot, raakte Massa in de kwalificatie van de Grand Prix van Hongarije van 25 juli 2009 zwaargewond, doordat er een veer afbrak van de wagen van Barrichello en tegen zijn helm klapte. Massa reed op dat moment naar schatting zo'n 230 km/u. Hij verloor na de klap in de auto het bewustzijn en reed in de bandenstapel. Hij werd met een schedelbreuk, hersenschudding en snijwonden aan zijn voorhoofd overgebracht naar het ziekenhuis, waar hij werd geopereerd en in een kunstmatige coma gehouden. Massa revalideerde thuis in Brazilië en hij kwam in 2009 niet meer in actie. Het jaar erna zou hij echter in Bahrein zijn comeback maken. Zijn revalidatie verliep zeer voorspoedig. De lege plaats bij Ferrari werd intussen ingenomen door ex-Force India-coureur Giancarlo Fisichella. Fisichella verving op zijn beurt Luca Badoer (testrijder bij Ferrari), die aan de kant was gezet wegens tegenvallende resultaten tijdens de eerste twee races waarin voor Massa moest worden ingevallen.

### 2010
Het jaar 2010 begon goed voor Massa met een tweede plaats in Bahrein en een derde in Australië. In Maleisië startte hij na een slechte kwalificatie als 21e en tijdens de race schoof hij door naar de zevende plaats. Hiermee kwam hij aan de leiding in het klassement. In China werd hij negende, waardoor hij naar een zesde plaats in het tussenklassement terugzakte. In Duitsland lag hij aan de leiding, maar in de 49e ronde van de race werd verteld, dat hij teamleider Fernando Alonso voor moest laten gaan. Met verdere podiumplaatsen in Italië en Korea eindigde hij als zesde met 144 punten.

### 2011
2011 was een slecht jaar voor Massa. Hij stond geen enkele keer op het podium en zijn beste resultaat was een handvol vijfde plaatsen, waardoor hij opnieuw als zesde in het kampioenschap eindigde met 118 punten. Ondanks de grote druk werd hij alsnog bevestigd als Ferrari-coureur voor 2012.

### 2012
Opnieuw begon Massa het seizoen slecht in 2012, met slechts twee punten in de eerste vijf races. Naarmate het seizoen vorderde, verbeterde hij zichzelf en stond hij in de GP van Japan voor het eerst in bijna twee jaar weer op het podium, nadat hij als tweede was geëindigd achter Sebastian Vettel. In de laatste race, zijn thuisrace in Brazilië, haalde hij met een derde plaats opnieuw het podium. Ondanks de verbetering eindigde hij het seizoen één plaats lager, als zevende met 122 punten.

### 2013
In 2013 veroverde Massa tijdens de GP van Spanje zijn eerste, en naar later bleek enige, podiumplaats van het seizoen. Op 10 september werd echter bekend, dat Massa in 2014 bij Ferrari vervangen zou worden door voormalig teamgenoot Kimi Räikkönen en dat 2013 zijn laatste jaar zou worden bij Ferrari.

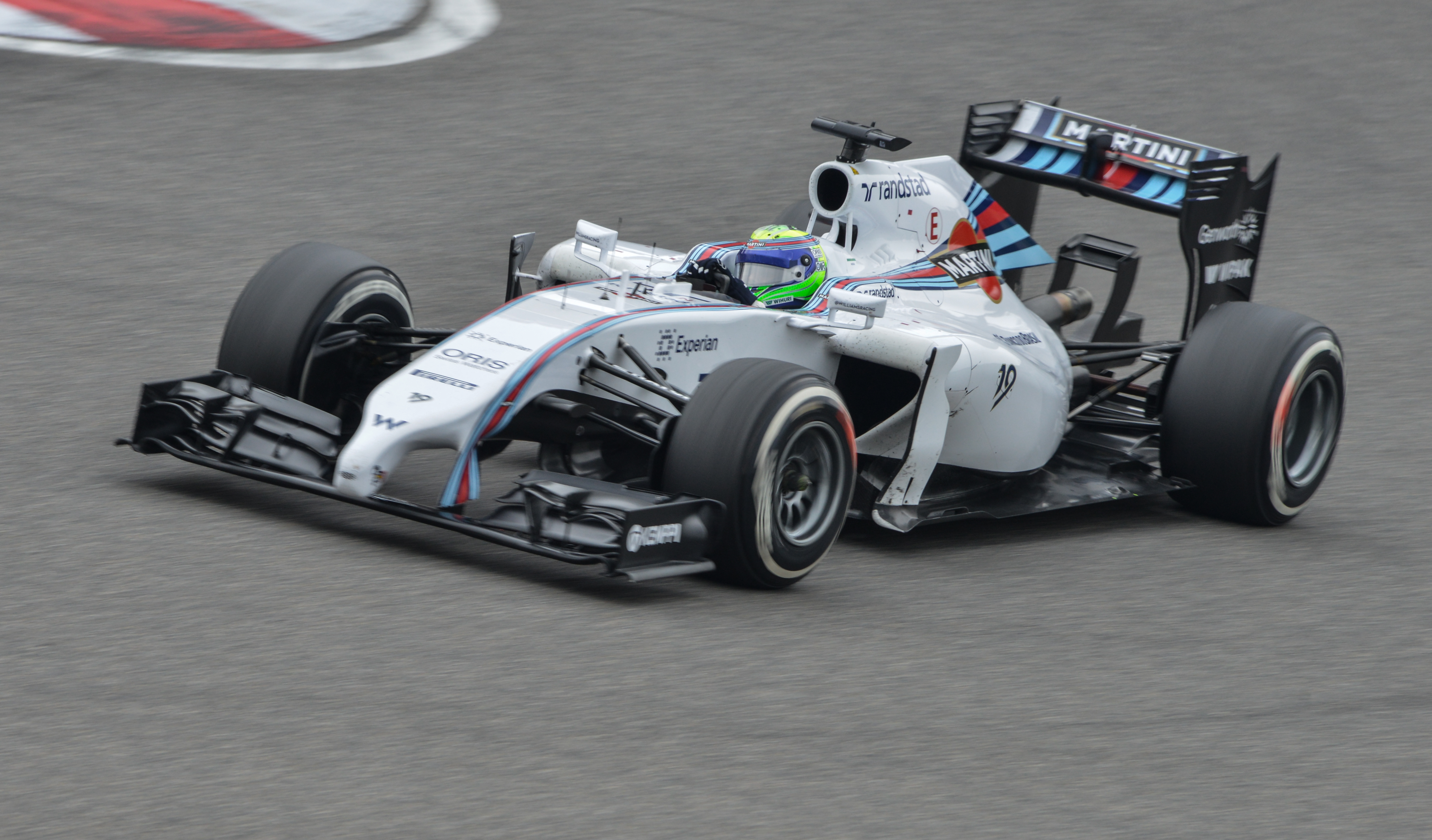
Felipe Massa in de Williams FW36 tijdens de GP van China 2014.

### 2014: Williams
Op 11 november 2013 maakte het Formule 1-team van Williams bekend, dat Massa in 2014 voor dit team zou rijden naast Valtteri Bottas. Massa rijdt daar met startnummer 19. In de Grand Prix van Oostenrijk behaalde hij zijn eerste pole position sinds Brazilië 2008. Hij eindigde de race als vierde achter de Mercedessen van Nico Rosberg en Lewis Hamilton en achter teamgenoot Bottas. In de Grands Prix van Italië, Brazilië en Abu Dhabi eindigde hij vervolgens op het podium en werd zevende met 134 punten.

### 2015
In 2015 bleven Massa en Bottas bij Williams rijden. De auto was niet zo goed als het voorgaande seizoen, maar Massa behaalde tijdens de Grands Prix van Oostenrijk en Italië het podium. Hiermee verbeterde hij zichzelf naar de zesde plaats in het kampioenschap met 121 punten.

### 2016
In 2016 was de auto van Williams opnieuw minder goed dan het vorige seizoen en Massa kende halverwege het seizoen een periode van vier races waarin hij geen punten scoorde. Op 1 september 2016, voorafgaand aan de Grand Prix van Italië, maakte Massa bekend aan het eind van het seizoen zijn Formule 1-carrière na vijftien jaar te beëindigen. Op 21 december 2016 werd bekend dat Massa zijn carrière toch niet beëindigt en in 2017 opnieuw voor Williams zal gaan rijden.

### 2017
Op 15 januari 2017 bevestigde het team Williams de terugkeer van Massa, terwijl zijn voormalige teamgenoot Bottas de overstap maakte naar Mercedes. Hij werd hier de teamgenoot van de debuterende Lance Stroll. Massa kende een goede start van het seizoen met twee zesde plaatsen in Australië en Bahrein, maar zakte hierna weg en behaalde niet beter dan een achtste plaats. Hij moest de Grand Prix van Hongarije overslaan, nadat hij voor aanvang van de kwalificatie ziek was geworden. Voorafgaand aan zijn thuisrace in Brazilië maakte hij bekend, dat hij aan het eind van 2017 definitief afscheid zou nemen van de Formule 1.

## Formule E
Massa begon in 2018 met racen in de raceklasse Formule E, waarin coureurs in elektrische auto’s rijden. Hij reed voor het team Rokit Venturi Racing van Susie Wolff. Op 13 augustus 2020 maakte Venturi bekend dat Massa en het team uit elkaar zouden gaan. Massa reed 24 races in totaal in de Formule E, hij won geen race, maar eindigde in het seizoen 2018/19 in Monaco op de derde plaats, dit was zijn enige podium in de Formule E.

## Privéleven
Felipe Massa trouwde in 2007 in São Paulo (Brazilië) en heeft uit dit huwelijk een zoon, Felipinho.
Massa houdt elk jaar een kartrace voor beroemdheden, genaamd Desafio Internacional das Estrelas. Autocoureurs als Michael Schumacher, Rubens Barrichello en Nelson Piquet jr. hebben daar aan mee gedaan.

## Formule 1-carrièreoverzicht
| Jaar/Jaren          | Team     |
| ------------------- | -------- |
| 2002, 2004 t/m 2005 | Sauber   |
| 2006 t/m 2013       | Ferrari  |
| 2014 t/m 2017       | Williams |

|                       | 2002 | 2004 | 2005 | 2006 | 2007 | 2008 | 2009 | 2010 | 2011 | 2012 | 2013 | 2014 | 2015 | 2016 | 2017 | Totaal |
| --------------------- | ---- | ---- | ---- | ---- | ---- | ---- | ---- | ---- | ---- | ---- | ---- | ---- | ---- | ---- | ---- | ------ |
| Aantal races          | 16   | 18   | 18   | 18   | 17   | 18   | 9    | 19   | 19   | 20   | 19   | 19   | 19   | 21   | 20   | 272    |
| Aantal zeges          | 0    | 0    | 0    | 2    | 3    | 6    | 0    | 0    | 0    | 0    | 0    | 0    | 0    | 0    | 0    | 11     |
| Aantal pole-positions | 0    | 0    | 0    | 3    | 6    | 6    | 0    | 0    | 0    | 0    | 0    | 1    | 0    | 0    | 0    | 16     |
| Aantal snelste ronden | 0    | 0    | 0    | 2    | 6    | 3    | 1    | 0    | 2    | 0    | 0    | 1    | 0    | 0    | 0    | 15     |
| Aantal podiumplaatsen | 0    | 0    | 0    | 7    | 10   | 10   | 1    | 5    | 0    | 2    | 1    | 3    | 2    | 0    | 0    | 41     |
| Aantal WK-punten      | 4    | 12   | 11   | 80   | 94   | 97   | 22   | 144  | 118  | 122  | 112  | 134  | 121  | 53   | 43   | 1167   |
| Eindstand WK          | 13   | 12   | 13   | 3    | 4    | 2    | 11   | 6    | 6    | 7    | 8    | 7    | 6    | 11   | 11   |        |

### Totale Formule 1-resultaten
- Races vetgedrukt betekent pole positie, Races cursief betekent snelste ronde

| Seizoen | Inschrijving              | Chassis             | Motor                         | 1       | 2         | 3       | 4       | 5       | 6       | 7       | 8       | 9       | 10      | 11      | 12      | 13      | 14      | 15       | 16      | 17      | 18      | 19     | 20      | 21    | Pos | Punten |
| ------- | ------------------------- | ------------------- | ----------------------------- | ------- | --------- | ------- | ------- | ------- | ------- | ------- | ------- | ------- | ------- | ------- | ------- | ------- | ------- | -------- | ------- | ------- | ------- | ------ | ------- | ----- | --- | ------ |
| 2002    | Sauber - Petronas         | Sauber C21          | Petronas 02A 3.0 V10          | AUS DNF | MAL 6     | BRA DNF | SMR 8   | SPA 5   | OOS DNF | MON DNF | CAN 9   | EUR 6   | GBR 9   | FRA DNF | DUI 7   | HON 7   | BEL DNF | ITA DNF  | VST     | JPN DNF |         |        |         |       | 13  | 4      |
| 2004    | Sauber - Petronas         | Sauber C23          | Petronas 04A 3.0 V10          | AUS DNF | MAL 8     | BHR 12  | SMR 10  | SPA 9   | MON 5   | EUR 9   | CAN DNF | VST DNF | FRA 13  | GBR 9   | DUI 13  | HON DNF | BEL 4   | ITA 12   | CHN 8   | JPN 9   | BRA 8   |        |         |       | 12  | 12     |
| 2005    | Sauber - Petronas         | Sauber C24          | Petronas 05A 3.0 V10          | AUS 10  | MAL 10    | BHR 7   | SMR 10  | SPA 11  | MON 9   | EUR 14  | CAN 4   | VST DNS | FRA DNF | GBR 10  | DUI 8   | HON 14  | TUR DNF | ITA 9    | BEL 10  | BRA 11  | JPN 10  | CHN 6  |         |       | 13  | 11     |
| 2006    | Scuderia Ferrari Marlboro | Ferrari 248 F1      | Ferrari 056 2.4 V8            | BHR 9   | MAL 5     | AUS DNF | SMR 4   | EUR 3   | SPA 4   | MON 9   | GBR 5   | CAN 5   | VST 2   | FRA 3   | DUI 2   | HON 7   | TUR 1 P | ITA 9    | CHN DNF | JPN 2 P | BRA 1 P |        |         |       | 3   | 80     |
| 2007    | Scuderia Ferrari Marlboro | Ferrari F2007       | Ferrari 056 2.4 V8            | AUS 6   | MAL 5 P   | BHR 1 P | SPA 1 P | MON 3   | CAN DSQ | VST 3   | FRA 2 P | GBR 5   | EUR 2   | HON 13  | TUR 1 P | ITA DNF | BEL 2   | JPN 6    | CHN 3   | BRA 2 P |         |        |         |       | 4   | 94     |
| 2008    | Scuderia Ferrari Marlboro | Ferrari F2008       | Ferrari 056 2.4 V8            | AUS DNF | MAL DNF P | BHR 1   | SPA 2 P | TUR 1 P | MON 3 P | CAN 5   | FRA 1   | GBR 13  | DUI 3   | HON 17† | EUR 1   | BEL 1   | ITA 6   | SIN 13 P | JPN 7   | CHN 2   | BRA 1 P |        |         |       | 2   | 97     |
| 2009    | Scuderia Ferrari Marlboro | Ferrari F60         | Ferrari 056 2.4 V8            | AUS DNF | MAL 9     | CHN DNF | BHR 14  | SPA 6   | MON 4   | TUR 6   | GBR 4   | DUI 3   | HON DNS | EUR     | BEL     | ITA     | SIN     | JPN      | BRA     | ABU     |         |        |         |       | 11  | 22     |
| 2010    | Scuderia Ferrari Marlboro | Ferrari F10         | Ferrari 056 2.4 V8            | BHR 2   | AUS 3     | MAL 7   | CHN 9   | SPA 6   | MON 4   | TUR 7   | CAN 15  | EUR 11  | GBR 15  | DUI 2   | HON 4   | BEL 4   | ITA 3   | SIN 8    | JPN DNF | KOR 3   | BRA 15  | ABU 10 |         |       | 6   | 144    |
| 2011    | Scuderia Ferrari Marlboro | Ferrari 150° Italia | Ferrari 056 2.4 V8            | AUS 7   | MAL 5     | CHN 6   | TUR 11  | SPA DNF | MON DNF | CAN 6   | EUR 5   |         |         |         |         |         |         |          |         |         |         |        |         |       | 6   | 118    |
| 2011    | Scuderia Ferrari          | Ferrari 150° Italia | Ferrari 056 2.4 V8            |         |           |         |         |         |         |         |         | GBR 5   | DUI 5   | HON 6   | BEL 8   | ITA 6   | SIN 9   | JPN 7    | KOR 6   | IND DNF | ABU 5   | BRA 5  |         |       | 6   | 118    |
| 2012    | Scuderia Ferrari          | Ferrari F2012       | Ferrari 056 2.4 V8            | AUS DNF | MAL 15    | CHN 13  | BHR 9   | SPA 15  | MON 6   | CAN 10  | EUR 16  | GBR 4   | DUI 12  | HON 9   | BEL 5   | ITA 4   | SIN 8   | JPN 2    | KOR 4   | IND 6   | ABU 7   | VST 4  | BRA 3   |       | 7   | 122    |
| 2013    | Scuderia Ferrari          | Ferrari F138        | Ferrari 056 2.4 V8            | AUS 4   | MAL 5     | CHN 6   | BHR 15  | SPA 3   | MON DNF | CAN 8   | GBR 6   | DUI DNF | HON 8   | BEL 7   | ITA 4   | SIN 6   | KOR 9   | JPN 10   | IND 4   | ABU 8   | VST 12  | BRA 7  |         |       | 8   | 112    |
| 2014    | Williams Martini Racing   | Williams FW36       | Mercedes PU106A Hybrid 1.6 V6 | AUS DNF | MAL 7     | BHR 7   | CHN 15  | SPA 13  | MON 7   | CAN 12† | OOS 4 P | GBR DNF | DUI DNF | HON 5   | BEL 13  | ITA 3   | SIN 5   | JPN 7    | RUS 11  | VST 4   | BRA 3   | ABU 2  |         |       | 7   | 134    |
| 2015    | Williams Martini Racing   | Williams FW37       | Mercedes PU106B Hybrid V6     | AUS 4   | MAL 6     | CHN 5   | BHR 10  | SPA 6   | MON 15  | CAN 6   | OOS 3   | GBR 4   | HON 12  | BEL 6   | ITA 3   | SIN DNF | JPN 17  | RUS 4    | VST DNF | MEX 6   | BRA DSQ | ABU 8  |         |       | 6   | 121    |
| 2016    | Williams Martini Racing   | Williams FW38       | Mercedes PU106C Hybrid V6     | AUS 5   | BHR 8     | CHN 6   | RUS 5   | SPA 8   | MON 10  | CAN DNF | EUR 10  | OOS 20† | GBR 11  | HON 18  | DUI DNF | BEL 10  | ITA 9   | SIN 12   | MAL 13  | JPN 9   | VST 7   | MEX 9  | BRA DNF | ABU 9 | 11  | 53     |
| 2017    | Williams Martini Racing   | Williams FW40       | Mercedes M08 EQ Power+ V6     | AUS 6   | CHN 14    | BHR 6   | RUS 9   | SPA 13  | MON 9   | CAN DNF | AZE DNF | OOS 9   | GBR 10  | HON ND  | BEL 8   | ITA 8   | SIN 11  | MAL 9    | JPN 10  | VST 9   | MEX 11  | BRA 7  | ABU 10  |       | 11  | 43     |

- † Uitgevallen maar wel geklasseerd omdat er meer dan 90% van de race-afstand werd afgelegd.

### Overwinningen
| Nr. | Grand Prix                    | Team    |
| --- | ----------------------------- | ------- |
| 1   | Grand Prix van Turkije 2006   | Ferrari |
| 2   | Grand Prix van Brazilië 2006  | Ferrari |
| 3   | Grand Prix van Bahrein 2007   | Ferrari |
| 4   | Grand Prix van Spanje 2007    | Ferrari |
| 5   | Grand Prix van Turkije 2007   | Ferrari |
| 6   | Grand Prix van Bahrein 2008   | Ferrari |
| 7   | Grand Prix van Turkije 2008   | Ferrari |
| 8   | Grand Prix van Frankrijk 2008 | Ferrari |
| 9   | Grand Prix van Europa 2008    | Ferrari |
| 10  | Grand Prix van België 2008    | Ferrari |
| 11  | Grand Prix van Brazilië 2008  | Ferrari |